# コイル切手

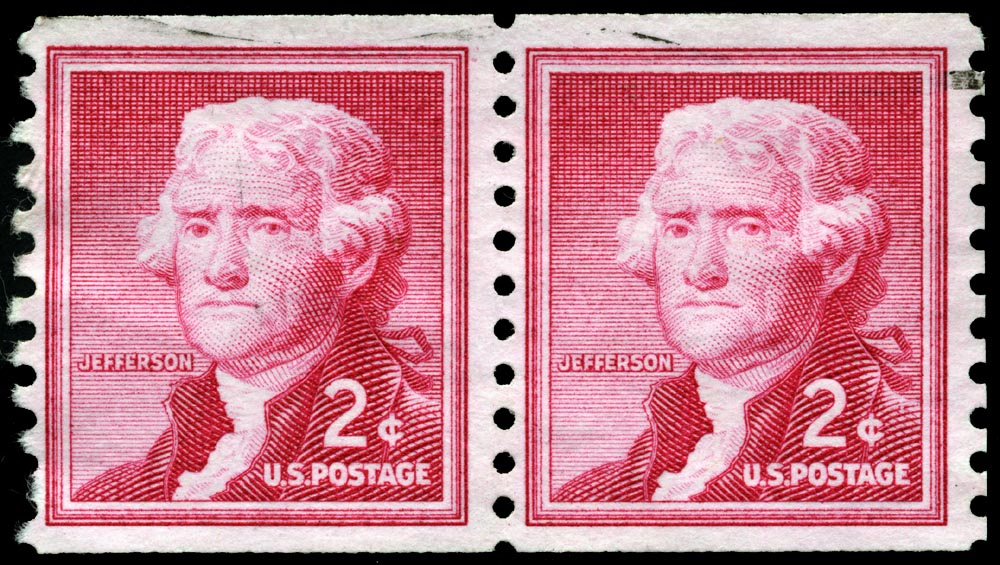
アメリカ合衆国で1950年代から1980年代初頭まで販売されていた2セントコイル切手

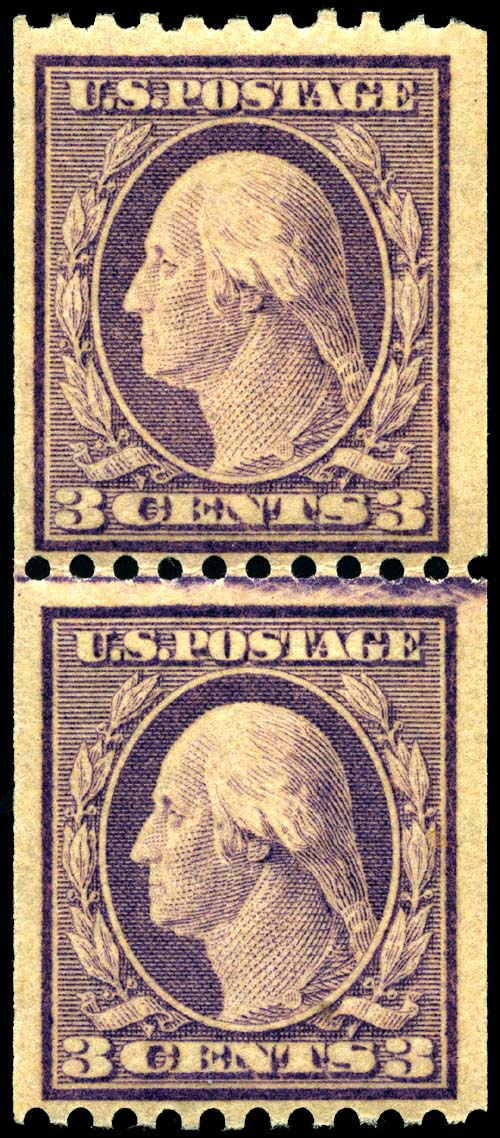
アメリカ合衆国で1917年発行の3セントコイル切手。2枚の切手の間にあるラインは、輪転印刷機の実用版の継ぎ目である

コイル切手（英語: Coil stamps）またはロール切手（ドイツ語: Briefmarkenrolle / Rollenmarken）とは、コイル状もしくはロール状に巻いた状態で販売されている切手である。自動販売機もしくは自動貼付機にセットするために、このような形状のものが作られた。
日本では「コイル切手」は切手収集家の呼び方で、郵政省（当時）では「ロール切手」と呼んでいた。 

## 概要
20世紀の初め、アメリカ合衆国で自動貼付機（ダイレクトメール発送用の機械で、書状の封入から糊付け、切手の貼付までを自動的に行えた）業者の要望で、このようなコイル切手が誕生することになった。初めてのコイル切手が製造されたのは1906年のことだった。当初はもっぱら民間業者が自社製品のために利用しており、郵政が正式にコイル切手を発行したのは、1908年になってからである。500枚もしくは1000枚を一巻にしたものであった。その後も1923年頃までは民間業者によるコイル切手が製造され続けた。
輪転印刷機が実用化されていない時代のコイル切手には、平面版の印刷機にて印刷された普通シートを手作業で加工して製造されたものがある。このときに生じる貼り合わせの繋ぎ目を挟んだペアを、収集家は「ペーストアップ・ペア（Paste-up pair）」と呼ぶ。輪転印刷機で製造されたコイル切手には原則として用紙の継ぎ目は出ないが、実用版の継ぎ目に相当した場所に何らかの特徴が現れる場合があり、こうした部分を挟むペアやストリップが収集の対象になっている。
コイル切手の特徴として、左右もしくは上下の目打が無くストレートエッジであることがあげられるが、イギリスやドイツなど一部の国では四辺に目打がある場合もある。またスウェーデンでは1920年以降、郵便局で販売される切手の大半はコイル切手である。

## 日本のコイル切手

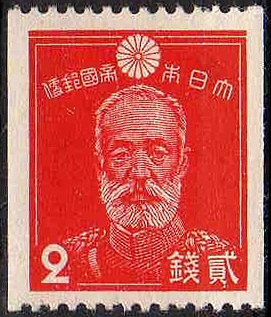
1938年発行の乃木希典2銭コイル切手

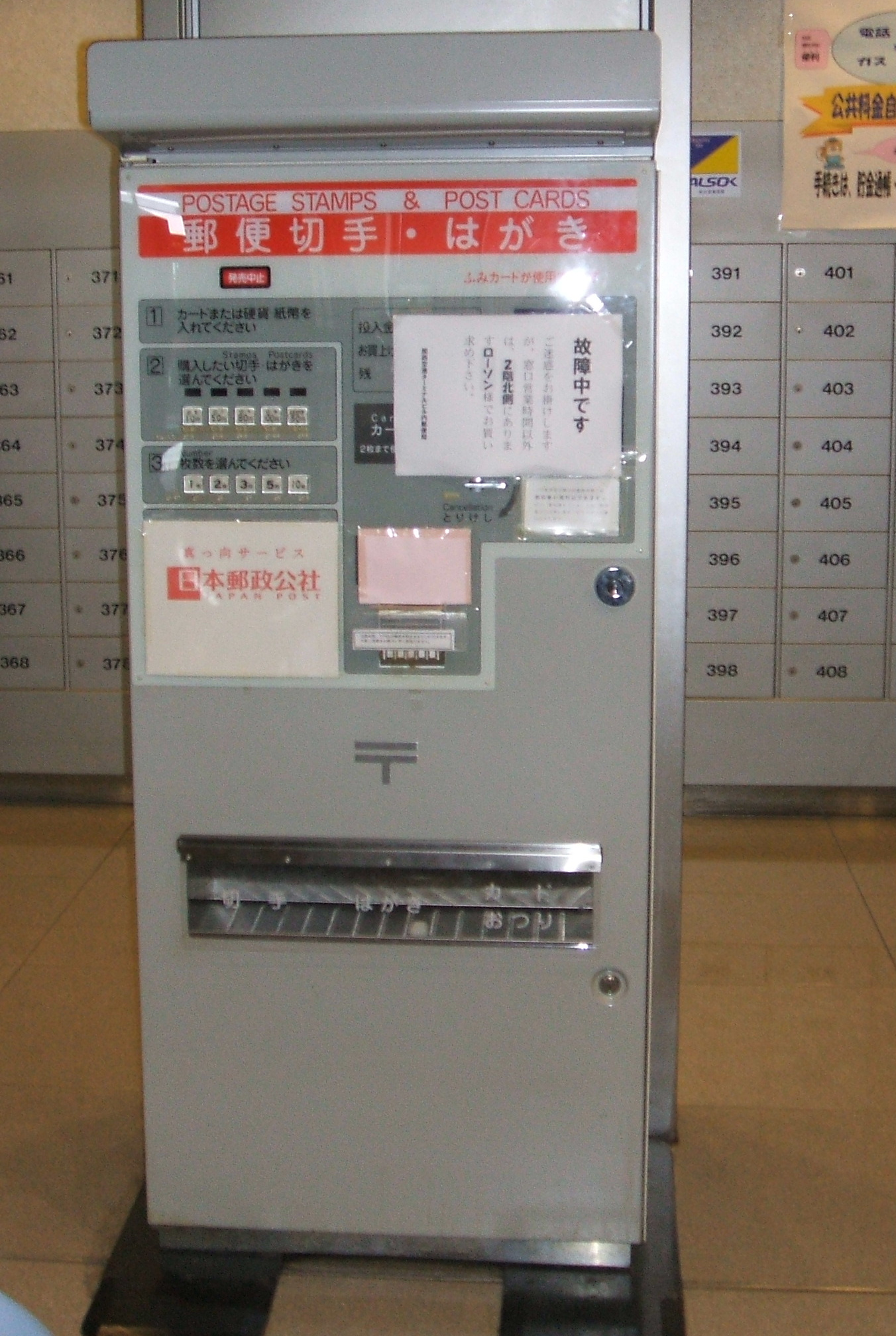
日本国内で設置されていた切手自動販売機（2007年）

日本でコイル切手が発行したのは1933年11月1日で、東京中央郵便局に切手の自動販売機が設置されたのが最初である。ただし、一般発売は11月3日からである。その後、集配を行う郵便局など、一部の局で置かれていたが、あまり全国的に普及しなかった。
日本のコイル切手は、当初から葉書・封書額面が主として製造されていたが、1960年代以降、高額の料金や、細かな刻みに対応するため、それ以外の額面のコイル切手も自動販売機で扱われるようになった。戦前にも、はがき・封書額面以外のコイル切手は発行されていたが、民間業者製の自動貼付機（アメリカとは異なり、単に切手を貼り付けるもの）用であって、業者に対し直接売捌かれていた。
1980年代に入ってから切手の自動販売機の設置台数が増大した。日本国内で設置されていた切手の自動販売機は、コイル切手のほか、葉書や切手帳も販売していた。1989年から1994年にかけて、消費税が導入され、封書及び葉書の基本料金に1円の端数が付いていた時期には、1円のつり銭が出せない構造であった為、41円切手は10枚、62円切手は5枚の単位で販売されていた。
1997年4月10日からは一部の局には、販売時に額面を自動販売機で印字する、新方式のコイル切手（メータースタンプではない）が登場した。この切手の図案は、50円、80円、90円、130円用のスズメと稲と椿を描いたものと、速達料金の270円用の、スズメとモミジと椿を描いたものの二種がある。このうち130円切手は、同年12月1日に対応していた定形外50グラムまでの料金が120円に引き下げられた為、販売が中止された。実質8ヶ月しか販売されなかった上、事前に販売打ち切りが周知されていなかったため、切手収集家が十分にストックを確保できなかった。このため流通量が限られ、近年では異例なまでに市価が高くなっている。そのほか、職員のセットミスで額面10円が印字されたエラー切手や、プログラムの誤りから低額面用の台紙に額面270円が印字されたエラー切手も存在している。
また、印字機能自体のトラブルも多く発生していた。
日本の郵政省における呼称は「ロール切手」であるが、収集家の間では英語の"coil stamps"に倣った「コイル切手」が通例的に用いられた。郵政省が使用する「ロール切手」という表現については、日本で最初のコイル切手の製造に使われたのがドイツから輸入したゲーベル社の凸版輪転機だったことから、ドイツ語由来の呼称を採用したものと推測されている。
しかし、近年では切手がコンビニエンスストアで24時間購入することが可能となった。また、切手自動販売機が設置されている郵便局の多くには、時間外窓口（ゆうゆう窓口）があったため、合理化の一環として2007年7月をもって切手自動販売機が全面廃止された。それ以降日本ではコイル切手の新規発行はされなくなった。
なお、日本郵政公社（当時）からコイル切手の販売中止についての発表がなかったため、切手収集家の中には、その事実に気付かなかったものも少なくなかった。